# St. Peter und Paul (Georgsmarienhütte)

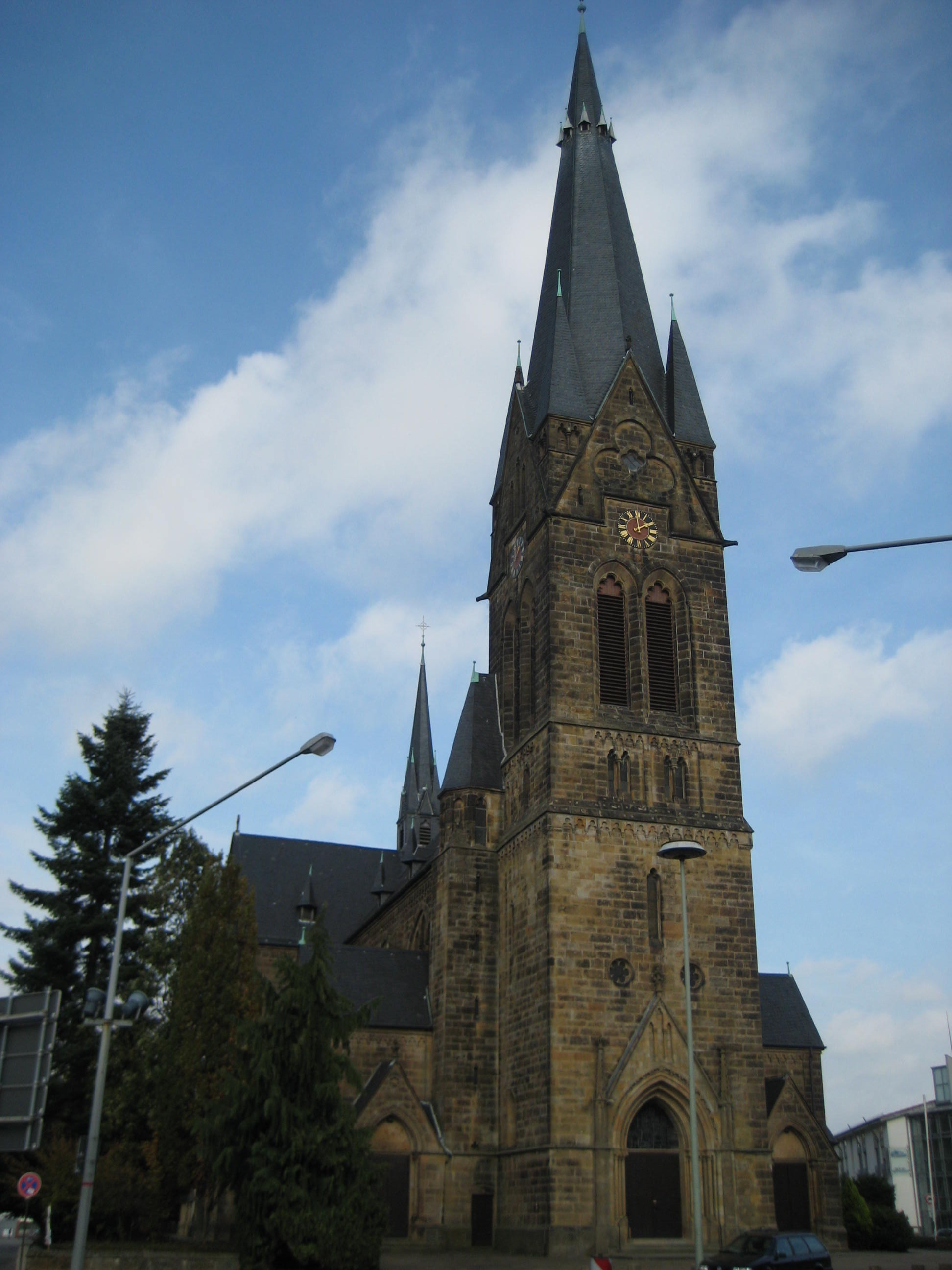
St. Peter und Paul

St. Peter und Paul ist eine der beiden römisch-katholischen Kirchen im Stadtteil Oesede der Stadt Georgsmarienhütte. Sie wurde in den Jahren 1903 bis 1906 nach Plänen des Architekten Wilhelm Sunder-Plaßmann als Hallenkirche im neogotischen Stil erbaut. Am 31. Mai 1906 wurde das Gotteshaus von Bischof Hubertus Voß konsekriert.
Die Gemeinde, die zum Bistum Osnabrück gehört, bildet eine Pfarreiengemeinschaft mit Heilig Geist (Oesede), St. Maria Frieden (Georgsmarienhütte-Harderberg) und St. Johann/St. Marien (Kloster Oesede).

## Vorgängerbauten
Ein Vorgängerbau war St. Remigius geweiht. Der älteste Teil der St.-Remigius-Kirche war der Kirchturm aus dem 13. Jahrhundert. Ein Neubau des Gotteshauses wurde notwendig, weil durch die Gründung des Stahlwerks des Georgs-Marien-Bergwerks- und Hüttenvereins Mitte des 19. Jahrhunderts viele Arbeiter nach Oesede zogen. Die St.-Remigius-Kirche wurde nach Fertigstellung der St.-Peter-und-Paul-Kirche im Jahr 1906 abgebrochen.

## Ausstattung

### Hochaltar
Der Hochaltar war eine Stiftung des Oeseder Unternehmers Carl Stahmer (1833–1905). Der Entwurf stammte von dem Osnabrücker Bildhauer Lukas Memken (1860–1934). Der Unterbau mit herausgearbeiteten Säulenelementen und Heiligendarstellungen besteht aus Marmor; der neogotische Altaraufsatz aus mit Blattgold überzogenem Eichenholz. Eingefügt neben dem Tabernakel sind sechs Heiligenfiguren von Petrus, Paulus, Benedikt, Bonifatius, Elisabeth und Agnes. In den Altartisch wurden Reliquien der Märtyrer Leopardus und Micinius eingelassen. Die beiden Seitenaltäre schuf der Osnabrücker Bildhauer Heinrich Seling (1843–1912).

### Kanzel
1912 wurde auf Initiative des MGV Harmonia die vom Bildhauer Memken aus Eichenholz geschnitzte Kanzel eingebaut.

### Taufbecken
Die Bronzefünte stammt aus dem 13. Jahrhundert. Im oberen Drittel besitzt die Fünte einen umlaufenden Fries von Figuren im Flachrelief. Sie stellen Christus, einen Propheten und die zwölf Apostel dar.

### Orgel
Die Orgel der Kirche wurde 1969 von der Werkstatt Speith-Orgelbau in Rietberg gebaut. Sie hat 40 Register und 3284 Pfeifen, drei Manuale plus Pedal.

### Glocken
Die ursprünglichen Bronzeglocken wurden 1917 zu Rüstungszwecken abgeliefert und eingeschmolzen. Das 1922 neu angeschaffte Bronzegeläut ging im Zweiten Weltkrieg auf gleiche Weise verloren. Seit 1948 hängt ein Gussstahlgeläut im Glockenturm.